# Bernadette Lafont
Bernadette Paule Anne Lafont (ur. 26 października 1938 w Nîmes, zm. 25 lipca 2013 tamże) – francuska aktorka filmowa i telewizyjna.

## Filmografia
seriale
- 1989: V comme vengeance jako Helene Brunel
- 1993: Le Juge est une femme jako Marie Bertrand
- 1997: Rive droite - rive gauche jako ona sama

film
- 1957: Łobuzy jako Bernadette Jouve
- 1960: Kobietki jako Jane
- 1964: Polowanie na mężczyznę jako Flora
- 1967: Życie złodzieja jako Marguerite
- 1972: Taka ładna dziewczyna jako Camille Bliss
- 1988: Les Saisons du plasir jako Jeanne
- 2008: 48 godzin na dobę jako Melina
- 2012: Paulette jako Paulette

## Nagrody i nominacje
Została uhonorowana nagrodą Cezara i dwukrotnie otrzymała nominację do nagrody Cezara.